# La mujer de mi hermano (película)
La mujer de mi hermano es una película dramática mexicano-peruana. Fue estrenada en el Festival de Morelia, México, el 8 de octubre de 2005 y a nivel nacional en ese país el 4 de noviembre (al año siguiente en Perú y otros países de América, incluido Estados Unidos). Es la primera película del director peruano Ricardo de Montreuil y está basada en la novela homónima de Jaime Bayly, quién participó como guionista y coproductor.

## Sinopsis
La historia gira en torno a tres personajes principales: Zoe, Ignacio y Gonzalo. Ignacio y Gonzalo son hermanos y llevan una relación bastante lejana. Ignacio y Zoe están casados desde hace nueve años, sin embargo, por más que ella insiste en tener intimidad con su marido, Ignacio parece no querer hacer el amor con ella, lo que provoca que Zoe comience a fastidiarse de la monotonía en la que ha caído su matrimonio. Ignacio es un exitoso ingeniero y empresario, por lo que Zoe lleva una vida adinerada, pero eso no es suficiente para ella debido a que no se siente deseada por su esposo. 
Zoe comienza a convivir más con Gonzalo, el hermano menor de Ignacio, por lo que se llevan muy bien, ambos tienen la misma edad y siempre ha existido cierta atracción mutua, Ignacio se va a un viaje de negocios y Zoe aprovecha para invitarlo a cenar, en esa misma noche, ambos están conversando en el sofá, se sienten cansados y Gonzalo dice que tiene que irse, Zoe le dice que se quede a dormir, el pide una cobija y una almohada, Zoe se ríe y le dice que duerma con ella en su habitación, el no está de acuerdo pero ella insiste por lo que acepta. 
Gonzalo se desviste y mira a Zoe quitándose la ropa y la ve desnuda, lo que se queda mirando fijamente, ambos están en la cama y Zoe le pregunta si se ha tocado pensando en ella, él le admite que si; él le pregunta lo mismo, ella lo niega y Gonzalo comienza a besarla, ella le dice que no está bien y él se levanta de la cama molesto, a punto de irse, Zoe le pide disculpas y le dice que se quede, posteriormente, se los ve a ambos haciendo el amor en la cama. 
Zoe se siente muy satisfecha por lo que ocurrió pero sabe que está mal lo que hace, le pide consejos a su mejor amigo y él le recomienda no volver a acostarse con Gonzalo; ella ignora el consejo y después, ambos están tendiendo relacione sexuales en el apartamento de Gonzalo. 
Zoe trata de seducir a Ignacio pero él no accede. Cuando están dormidos, Ignacio comienza a masturbarse; Zoe se despierta y se molesta porque él prefiere tocarse, Zoe insiste y terminan haciendo el amor. 
Zoe y Gonzalo siguen tendiendo encuentros sexuales, en uno de esos encuentros, Gonzalo insinúa que Ignacio es Homosexual. Esa misma noche, Zoe pregunta a Ignacio si ha estado con un hombre, él simula no entender, pero sabe que Gonzalo y Zoe han estado juntos últimamente, Ignacio se enfurece y visita a Gonzalo en su apartamento, amedrentándolo por lo que hizo. Ignacio le dice que el fue honesto y menciona que recuerda algo que pasó, se revela que Ignacio abusó de Gonzalo en su niñez. 
Días después, Zoe contacta a Gonzalo y le dice que está embarazada, Gonzalo desata en ira y le da dos opciones, "abortar o decirle a Ignacio que él es padre del bebé"; Ignacio escucha esto tras la puerta y se va fusioso del lugar, Gonzalo le dice a Zoe que no lo vuelva a buscar ni contactar. 
Tiempo después, el bebé nace y se revela que Zoe e Ignacio se llevan mejor y ambos crían al bebé, Gonzalo sorprendido que Ignacio se creyó la mentira, su nueva novia le pregunta que pasa, y él de dice que ya es tío, lo que su novia se pone feliz, terminando la historia.

## Reparto
El reparto de La mujer de mi hermano refleja la internacionalidad de la producción, hecho al que algunos críticos atribuyen el éxito en taquilla de la cinta. Está formado por la uruguaya nacionalizada mexicana, Bárbara Mori (Zoe), el peruano Christian Meier (Ignacio), el colombiano Manolo Cardona (Gonzalo), los mexicanos Angélica Aragón (Cristina, madre de Ignacio y Gonzalo) y Bruno Bichir (Boris, mejor amigo de Zoe), la venezolana Gaby Espino (Laura, enamorada de Gonzalo), y el chileno Beto Cuevas (sacerdote).

## Diferencias de la novela con la película
En la cinta existen varios cambios en cuanto al argumento original de la novela.
- En el libro el personaje de Zoe detesta al padre de la iglesia, a quien describen como un hombre obeso. En la película, el padre es interpretado por Beto Cuevas y es amigo de infancia de Ignacio.
- Las escenas del primer encuentro amoroso de Zoe con Gonzalo son distintas en el libro. En este, Zoe es la que da la iniciativa, mientras que en la película se muestra reacia.
- En la novela Doña Cristina pinta cuadros como Gonzalo. La describen como una persona pasada de años y avara, y constantemente se muestra la burla secreta e hipócrita de Zoe por su tacañez y su pésimo talento para pintar. En la película, estos datos no son mostrados.
- Los últimos acontecimientos del libro varían mucho con el de la película. En el film, Ignacio ve a Zoe en el hotel y simplemente le cuenta la verdad, mientras que en el libro después de la confesión los dos se van juntos a la casa donde se desnudan y se quedan mirando.
- En el libro se cuenta cómo Zoe tiene fantasías sexuales con su profesor de cocina y también se narra como todavía recuerda a un exnovio, con el que algunas veces chatea.
- En el libro el personaje de Boris no existe. Sí mencionan a amigas de Zoe, pero ella no las frecuenta en la historia como a Boris en la película, que es hombre y es su confidente.
- Zoe sí alcanza a entrar al hospital para abortar a su hijo, pero se retracta y sale de allí. En la película no aparece este suceso.
- En el libro Zoe llega a tener más relaciones sexuales con Gonzalo en su etapa de embarazo mientras él no le creía. En la película cuando Gonzalo se entera, la abandona.
- Las apariencias físicas de Ignacio y Gonzalo descritas en el libro no son iguales a las que poseen sus intérpretes en la película.
- En la novela Ignacio sospecha que Zoe mantiene relaciones con Gonzalo desde su comienzo, mientras que en la película parece no hacerlo.

## Recepción
Fue estrenada en 205 salas de cine estadounidenses. Ha sido la película latina más distribuida y que ha recaudado mayores ingresos de taquilla en los EE. UU., con un total de US$ 10 millones (US$ 1 millón en su primer fin de semana).
En Perú consiguió convocar a 21 mil espectadores en su preestreno.
Ricardo Bedoya calificó la película como la "peor del 2006".